# Vesicularia lepervanchei
Vesicularia lepervanchei är en bladmossart som beskrevs av Brotherus 1908. Vesicularia lepervanchei ingår i släktet Vesicularia och familjen Hypnaceae. Inga underarter finns listade i Catalogue of Life.